# CIRMont
CIRMont, Centro Internazionale di Ricerca per la Montagna era una società consortile a responsabilità limitata senza finalità speculative, costituita nel 2002, posta in liquidazione il 22/05/2013 cessata il 16/6/2016, con un residuo di cassa di oltre 25.000,00€ trasferiti all'Università di Udine come da Statuto.
La sua nascita è stata voluta dalla Regione Friuli-Venezia Giulia, dall'EIM - Ente Italiano Montagna - soppresso dalla Legge n. 122 del 30 luglio 2010: conversione in legge, con modificazioni, del decreto-legge n. 78 del 31 maggio 2010, dall'Università degli Studi di Udine e dall'AGEMont S.p.A.
Sulla base dello Statuto CIRMont aveva lo scopo di definire modelli innovativi di sviluppo economico, sociale ed ambientale della montagna, con particolare attenzione a ricerche tecnologiche su nuovi 
prodotti, nuovi processi produttivi e servizi indirizzati ed utili allo sviluppo del territorio montano della Regione Friuli-Venezia Giulia anche in collaborazione con le regioni e Stati limitrofi.

## Le attività
- promuovere e coordinare programmi ed attività di ricerca destinati ad acquisire conoscenze necessarie per nuovi prodotti, nuovi processi produttivi e servizi che favoriscano lo sviluppo della montagna di pertinenza della Regione Autonoma Friuli Venezia - Giulia, anche con possibilità di intervento in programmi svolti in sede comunitaria, transnazionale ed internazionale;
- effettuare ricerche scientifiche e proporre soluzioni per il territorio, le imprese e la pubblica amministrazione mediante tecnologie innovative e sperimentali atte anche a formare figure professionali adeguate alle esigenze delle zone montane della Regione Autonoma Friuli Venezia - Giulia;
- studiare e individuare le linee guida alla certificazione di prodotti di interesse per la montagna e cura il riconoscimento della loro specificità in sede regionale, nazionale e comunitaria;
- provvedere al trasferimento a favore dell'industria dei risultati delle ricerche e degli studi svolti curando anche la realizzazione di prototipi di materiali, prodotti e strumentazioni specificamente utili allo sviluppo dell'economia montana, fatto salvo quanto previsto dalla vigente normativa in tema di brevetti;
- svolgere, in convenzione con le università della Regione Autonoma Friuli-Venezia Giulia, e con quelle delle Regioni contermini, e anche attraverso propri programmi d'assegnazione di borse di ricerca, attività di formazione per il conseguimento del dottorato di ricerca, di perfezionamento, di formazione post-universitaria e post-dottorato, nonché attività di formazione continua, ricorrente e permanente;
- fornire documentazione e pareri alle amministrazioni pubbliche nonché coi servizi tecnici regionali e locali, alla tutela dell'ambiente ed alla protezione delle popolazioni;
- collaborare con le analoghe strutture degli enti di ricerca aventi sede nel territorio della Regione, nelle Regioni limitrofe e nei territori transnazionali degli Stati confinanti, nello sviluppo di ricerche utili al territorio montano integrato;
- stipulare convenzioni e contratti di studio e ricerca con enti pubblici e privati, nei limiti del territorio della Regione Autonoma Friuli-Venezia Giulia e delle Regioni e Stati confinanti.

CIRMont dispone di due laboratori di ricerca, uno riferito all'ambito agroalimentare e uno alle tecnologie informatiche con un teatro virtuale e un sistema di elaborazione e trasmissione di immagini. 
CIRMont ospita tesisti e tirocinanti di università e istituti di ricerca impegnati in attività coerenti con le finalità istituzionali e le dotazioni scientifiche.

## Organi e strutture
In base allo statuto il Presidente di CirMont è il presidente di EIM, ente soppresso, mentre la direttrice per tutta la vita del Centro è stata la dottoressa Manuela Croatto.

## Laboratori di ricerca
In fase di avvio l'attività di CIRMont è stata concentrata sulla progettazione di due laboratori di ricerca cofinanziati dai fondi regionali dell'obiettivo 2, azione 1.3.2.
Il Consiglio di Amministrazione ha individuato due ambiti scientifici diversi ma complementari:
- il settore primario con lo studio e la caratterizzazione dei prodotti tipici agroalimentari
- le tecnologie informatiche e telematiche.

Presso CirMont operavano in media 5 ricercatori/assegnisti di ricerca residenti in zona montana cui si univano studenti universitari che utilizzano le attrezzature presenti nel Centro per elaborare tesi sperimentali, svolgere tirocini, stages e workexperiences.
Tuttavia sarebbe riduttivo considerare CirMont solo un’opportunità lavorativa e formativa per i giovani, grande rilievo hanno infatti assunto i progetti che hanno dato risposte concrete ai problemi della montagna in un’ottica di integrazione e coordinamento dei numerosi attori per il trasferimento di conoscenza e di buone pratiche. Significativa l’attività di ricerca 2004/2012 svolta sulla base di progetti vinti su base competitiva per un totale di € 704.420,000 euro integrati da attività minori commissionate da soggetti territoriali.
Dopo la fase di avvio il Centro non ha goduto di finanziamenti per il proprio funzionamento che è stato garantito attraverso gli overheads dei progetti di ricerca.
Prima della chiusura del Centro tutte le attrezzature scientifiche e gli arredi, interamente ammortizzati, sono stati ceduti, a fronte di un contributo forfettario, a istituzioni culturali e scientifiche del territorio.

## Sede operativa
La sede operativa era sita in via Jacopo Linussio, nº1 nella città di Amaro in Carnia nella provincia di Udine